# قلعه یحمور
قلعه یحمور (عربی: قلعة يحمور)، نام قلعه‌ست تاریخی که توسط صلیبیون در شمال غربی سوریه و کنت‌نشین تریپولی (طرابلس) ساخته شد و تا سال ۱۱۸۸ و فتح آن توسط صلاح‌الدین باقی ماند ولی پس از آن به دستور ایوبی، تخریب شد.